# Division 1 Féminine 2020-21
La temporada 2020-2021 del Championnat de France féminin de football, conocido como División 1, fue la 47.ª edición de la máxima categoría del fútbol femenino en Francia. En ella participaron 12 clubes que disputaron 22 encuentros cada uno. La competición comenzó en septiembre de 2020 y terminó en junio del 2021.
Los tres primeros clubes posicionados en el campeonato, clasificarán a la Liga de Campeones Femenina de la UEFA 2021-22 mientras que los dos últimos posicionados descenderán a la División 2.

## Relevos

#### Relevos
| Pos | Ascendidos a Division 1 Féminine 2020-22 |
| --- | ---------------------------------------- |
| 1.º | Havre Athletic                           |
| 2.º | Grand Paris Issy                         |

| Pos  | Descendidos a Division 2 Féminine 2020-21 |
| ---- | ----------------------------------------- |
| 19.º | Olympique de Marsella                     |
| 20.º | Football Club Metz                        |

## Datos clubes participantes
| Equipo                             | Ciudad                                     | Estadio                        | Entrenador          | Último ascenso |
| ---------------------------------- | ------------------------------------------ | ------------------------------ | ------------------- | -------------- |
| Olympique de Lyon                  | Décines-Charpieu , Suburbios de Lyon       | OL Training Center             | Jean-Luc Vasseur    | 1977           |
| Paris Saint-Germain Football Club  | Saint-Germain-en-Laye , Suburbios de París | Estadio Jean-Bouin             | Olivier Echouafni   | 2001           |
| Football Club Girondins de Burdeos | Le Bouscat , Suburbios de Burdeos          | Stade Sainte-Germaine          | Pedro Martínez Losa | 2016           |
| Montpellier Héraut Sport Club      | Montpellier                                | Stade Bernard-Gasset           | Frédéric Mendy      | 1997           |
| Paris Football Club                | Bondoufle , Suburbios de París             | Stade Robert-Bobin             | Sandrine Soubeyrand | 1979           |
| En Avant de Guingamp               | Pabu                                       | Stade de l'Akademi EA Guingamp | Frédéric Biancalani | 2006           |
| Football Club Fleury               | Fleury-Mérogis                             | Stade Walter-Felder            | David Fanzel        | 2017           |
| Stade de Reims                     | Bétheny                                    | Stade Louis-Blériot            | Amandine Miquel     | 2019           |
| Dijon Football Côte d'Or           | Dijon                                      | Stade des Poussots             | Yannick Chandioux   | 2018           |
| Association sportive Soyaux        | Soyaux                                     | Stade Léo-Lagrange             | Laurent Mortel      | 2013           |
| Grand Paris Issy                   | Boulogne-Billancourt , Suburbios de París  | Stade Le Gallo                 | Yacine Guesmia      | 2020           |
| Havre Athletic                     | El Havre                                   | Stade Océane                   | Michaël Bunel       | 2020           |

## Competición

### Reglamento
A partir de la temporada 2020-2021, los criterios de desempate atravesaron varias modificaciones con el propósito de dar más importancia a las confrontaciones directas. Por lo tanto los criterios en orden son:
1. Mayor número de puntos;
2. Mayor diferencia de gol general ;
3. Mayor número de puntos en confrontaciones directas;
4. Mayor diferencia de gol particular;
5. Mayor número de goles en confrontaciones directas;
6. Mayor número de goles de visitante en confrontaciones directas;
7. Mayor número de goles marcados;
8. Mayor número de goles marcados de visitante;
9. Mayor número de goles marcados en un solo partido;
10. Mejor clasificación en "fair play" (1 punto por amarilla, 3 puntos por roja).

## Clasificación
| Pos. | Equipo                  | Pts. | PJ | G  | E | P  | GF | GC | Dif. | Clasificación 2021–22                  |
| ---- | ----------------------- | ---- | -- | -- | - | -- | -- | -- | ---- | -------------------------------------- |
| 1    | Paris Saint-Germain (C) | 62   | 22 | 20 | 2 | 0  | 83 | 4  | +79  | Fase de grupos de la Liga de Campeones |
| 2    | Olympique de Lyon       | 61   | 22 | 20 | 1 | 1  | 78 | 6  | +72  | Fase de grupos de la Liga de Campeones |
| 3    | Girondins de Burdeos    | 44   | 22 | 14 | 2 | 6  | 50 | 23 | +27  | Ronda 1 de la Liga de Campeones        |
| 4    | París FC                | 37   | 22 | 11 | 4 | 7  | 39 | 29 | +10  |                                        |
| 5    | EA Guingamp             | 31   | 22 | 9  | 4 | 9  | 29 | 32 | −3   |                                        |
| 6    | Stade de Reims          | 30   | 22 | 9  | 3 | 10 | 34 | 42 | −8   |                                        |
| 7    | Montpellier Hérault SC  | 30   | 22 | 9  | 3 | 10 | 27 | 35 | −8   |                                        |
| 8    | Dijon FC                | 26   | 22 | 8  | 2 | 12 | 24 | 37 | −13  |                                        |
| 9    | FC Fleury               | 25   | 22 | 7  | 4 | 11 | 18 | 42 | −24  |                                        |
| 10   | AS Soyaux               | 17   | 22 | 5  | 2 | 15 | 15 | 46 | −31  |                                        |
| 11   | Grand Paris Issy        | 10   | 22 | 3  | 1 | 18 | 11 | 77 | −66  | Descenso de categoría                  |
| 12   | Havre Athletic          | 8    | 22 | 2  | 2 | 18 | 14 | 49 | −35  | Descenso de categoría                  |

Actualizado a los partidos jugados el 5 de junio de 2021.
 Fuente: 
| Francia                                                 |
| Campeón Paris Saint-Germain Football Club Primer título |